# Андрющенко, Фёдор Кузьмич
Фёдор Кузьмич Андрющенко (1909—1982) — учёный в области технической электрохимии, доктор технических наук (1967), профессор (1968).

## Биография
Родился 19.04(02.05).1909 в с. Федюковка Лысянского района Черкасской области. Окончил Харьковский химико-технологический институт (1939) и был оставлен на кафедре технологии электрохимических производств в качестве ассистента, с января 1941 г. — аспирант.
После начала войны направлен на работу в промышленность. Начальник химических цехов (1941—1943), главный инженер и директор завода в г. Верхний Урал Челябинской области (1943—1948).
Восстановлен в аспирантуре (1948) и в следующем году защитил кандидатскую диссертацию.
С 1950 г. работал на кафедре электрохимических производств Харьковского политехнического института: ассистент, старший преподаватель, доцент, профессор, с 1959 г. зав. кафедрой. Параллельно занимал административные должности: заместитель директора ХПИ (1950—1952), заместитель декана и декан факультета технологии неорганических веществ (1953—1958), проректор по научной работе (1963—1968).
Основал и возглавил научную школу технической электрохимии, достижениями которой являются создание отечественных никель-железных аккумуляторов и использование многокомпонентных комплексных электролитов для осаждения металлов.
Разработал теоретические основы производства электрода химических источников тока.
Доктор технических наук (1967), профессор (1968).
Автор свыше 300 научных работ, в том числе пяти монографий и учебных пособий. Получил 50 авторских свидетельств и патентов на изобретения.
Награждён орденами и медалями.
Умер 11.11.1982 в Харькове, похоронен там же.
Сочинения:
- Пирофосфатные электролиты [Текст] / Ф. К. Андрющенко, В. В. Орехова, К. К. Павловская. — Киев : Технiка, 1965. — 83 с. : граф.; 16 см.
- Теоретическая электрохимия [Текст] : [Учеб. пособие для хим.-технол. спец. вузов]. — Киев : Вища школа, 1979. — 167 с. : граф.; 21 см.
- Растворы электролитов как антигидратные ингибиторы [Текст] / Ф. К. Андрющенко, В. П. Васильченко, В. И. Шагайденко. — Харьков : Вища шк. Изд-во при Харьков. ун-те, 1973. — 38 с. : ил.; 20 см.
- еоретическая электрохимия [Текст] : Конспект лекций / Ф. К. Андрющенко, В. В. Орехова ; М-во высш. и сред. спец. образования УССР. Харьк. политехн. ин-т им. В. И. Ленина. Кафедра технологии электрохим. производств. — Харьков : [б. и.], 1974-. — 21 см. Ч. 1. — 1974, вып. дан. 1975. — 85 с. : ил.
- Электрохимия вентильных металлов / Б. И. Байрачный, Ф. К. Андрющенко. — Харьков : Вища шк. : Изд-во при Харьк. ун-те, 1985. — 143 с. : ил.; 20 см.
- Полилигандные электролиты в гальваностегии [Текст] / В. В. Орехова, Ф. К. Андрющенко. — Харьков : Вища школа : Изд-во при Харьк. ун-те, 1979. — 143 с. : ил.; 21 см.